# Монтерей (ракетен крайцер, 1988)
Монтерей (на английски: USS Monterey (CG-61)) е ракетен крайцер на ВМС на САЩ от типа „Тикондерога“. Наречен е така в чест на сражението за Монтерей, от Мексиканско-американската война от 1846 г. Построен е в корабостроителницата Bath Iron Works в Бат (Мейн).

## История на службата
По време на разгръщането на Седма авионосна група (Carrier Strike Group Seven), през 1998 г., участва във формирането на противолодъчна ударна група от вертолети Сикорски SH-60 Seahawk. На борда на крайцера са разположени два такива вертолета.
През март 2004 г. голям отзвук получава скандалът, когато жена офицер открива, че в стената на съблекалнята на женския душ е монтирна миниатюрна безжична видеокамера, с помощта на която, както впоследствие се оказва, мъжката част от екипажа шпионира женската.
На 4 март 2009 г. USS Monterey съдейства на ВМС на Германия в задържането на пирати (9 души) при бреговете на Африканския Рог.
През март 2011 г. крайцерът USS Monterey е изпратен в Средиземно море за разгръщането на първия етап от европейската противоракетна отбрана. На 14 април 2018 г. крайцерът USS Monterey участва в ракетната атака над Сирия, изстрелвайки 30 КР „Томахоук“ от северната част на Червено море.
Отписан от флота на 16 септември 2022 г.

## Коментари
1. ↑  Буквите показват принадлежността към определен класː ВВ – линкор, СС, CL, СА – съответно линеен, лек или тежък крайцер, CV – самолетоносач, DD – разрушител, SS – подводница и т.н.